# Peptid
Peptidi (od grč. πεπτός - "svaren", od grč. πέσσειν "variti") su kratki polimeri aminokiselina vezanih peptidnim vezama. Oni imaju istu hemijsku strukturu kao i proteini, ali su manje dužine.

## Konvencije
Peptidni lanci koji su dovoljno kratki da se mogu sintetički napraviti su se tradicionalno nazivali peptidi, umesto proteini. Međutim, sa razvojem sintetičkih metoda, peptidi sa više stotina aminokiselina se mogu napraviti, što obuhvata proteine poput ubikvitina. Prirodna hemijska ligacija omogućava formiranje još dužih proteina, tako da je ova konvencija u znatnoj meri zastarela.
Jedna druga konvencija stavlja stavlja neformalnu liniju podele na dužinu od približno 50 aminokiselina. Ta definicija je u nekoj meri arbitrarna. Dugački peptidi, poput amiloidnog beta peptida vezanog za Alchajmerovu bolest, se smatraju proteinima; i mali proteini, kao što je insulin, mogu se smatrati peptidima.

## Peptidne klase
Glavne klase peptida na osnovu njihovog načina nastanka su:
Mlečni peptidiMlečni peptidi se formiraju iz mlečnih proteina enzimatskim razlaganjem enzimima varenja, ili proteinazama formiranim od strane laktobacila tokom fermentacije mleka. Za nekoliko mlečnih peptida je bilo pokazano da imaju antihipertenzivne efekte kod životinja i u kliničkim studijama (vidi još Laktotripeptidaze).
Ribozomalni peptidiRibozomalni peptidi nastaju translacijom iRNK. Oni često podležu proteolizi u procesu stvaranja završnog oblika peptida. Oni funkcionišu, tipično u višim organizmima, kao hormoni i signalni molekuli. Neki organizmi stvaraju peptide kao antibiotike, kao što su mikrocini. Pošto su oni translirani, njihovi aminokiselinski ostaci su ograničeni na one koje koristi ribozom. Međutim, ti peptidi su frekventno objekat posttranslacionih modifikacija, kao što su fosforilacija, hidroksilacija, sulfonacija, palmitilacija, glikozilacija i disulfid formacija. Generalno, oni su linearni, mada su strukture oblika lasa bile primećene. Egzotičnije manipulacije mogu da jave, kao što je racemizacija L-aminokiselina u D-aminokiseline u venomu kljunaša.
Ne-ribozomalni peptidiOvi peptidi se formiraju enzimima koji su specifični za svaki peptid, umesto putem ribozoma. Naj rasprostranjeniji ne-ribozomalni peptid je glutation, koji je komponenta antioksidantske odbrane mnogih aerobnih organizama. Drugi ne-ribozomalni peptidi koji su uobičajeni u unicelularnim organizmima, biljke, i gljive su sintetizovani modularnim enzimskim kompleksima koji se nazivaju ne-ribozomalni peptidne sintetaze. Ti kompleksi imaju sličnu strukturu, i oni mogu da sadrže mnoge različite module kojima izvršavaju raznovrsne hemijske manipulacije na produktima tokom njihove gradnje. Ti peptidi su često ciklični i mogu da imaju visokokompleksne ciklične strukture, mada su linearni ne-ribozomalni peptidi takođe uobičajeni. Pošto je ovaj sistem blisko srodan sa mašinerijom za građenje masnih kiselina i poliketida, hibridna jedinjenja se često nalaze. Prisustvo oksazola ili tiazola često indicira da jedinjenje bilo sintetizovano na ovaj način.
Peptoni
Peptoni nastaju iz životinjskog mleka ili mesa varenjem proteolitičkim digestijom. Sem malih peptida, rezultujući materijal sadrži masti, metale, soli, vitamine i mnoga druga jedinjenja. Pepton se koristi u hranljivim medijumima za gajenje bakterija i gljiva.
Peptidni fragmentiPeptidni fragmenti su delovi proteina koji se koriste za identifikaciju ili kvantifikaciju izvornog proteina. Oni su često produkti enzimatske degradacije izvedene u laboratoriji na kontrolisanom uzorku, ali takođe mogu da budu forenzički ili paleontološki uzorci koji su se degradirali prirodnim putem.